# Morierina propinqua
Morierina propinqua là một loài thực vật có hoa trong họ Thiến thảo. Loài này được Brongn. & Gris mô tả khoa học đầu tiên năm 1871.